# Слободское (озеро, Тверская область)
Слободское — озеро на западе Тверской области, находится на территории Скворцовского сельского поселения Торопецкого района. Принадлежит бассейну Западной Двины.
Расположено в юго-западной части района; в 16 километрах к юго-западу от города Торопец. Лежит на высоте 183,3 метра над уровнем моря. Длина озера 3,3 километра, ширина до 1,3 километра. Площадь водной поверхности составляет 2,9 км². Береговая линия озера извилистая, образует несколько заливов. Протяжённость береговой линии — 8,8 километров.
В северную и западную часть озера впадают безымянные ручьи. Из южного конца Слободского озера вытекает река Серута (бассейн Жижицкого озера).
С запада окружено болотами; вдоль восточного берега проходит автомобильная дорога. На северном берегу озера расположена деревня Покровское, на восточном — Колмаково.
Ранее на берегу озера также находилась деревня Высокое. 